# 1863 en France
Chronologie de la France
- 1859
- 1860
- 1861
- 1862
- 1863
- 1864
- 1865
- 1866
- 1867

Cette page concerne l’année 1863 du calendrier grégorien.

## Événements
- 22 janvier : début de l’insurrection polonaise[1].
- 1er février : fondation du Petit Journal à 1 sou par Moïse Polydore Millaud[2].
- 6 février : dans une lettre adressée au gouverneur général de l’Algérie, Napoléon III exprime l’idée que le territoire algérien ne saurait être considéré comme une « colonie proprement dite », mais comme un « royaume arabe », affirmant que « Les indigènes ont un droit égal à ma protection et je suis aussi l’empereur des Arabes que l’empereur des Français »[3].
- 16 février : arrêt Joncières-Delamarre qui ordonne au propriétaire du journal La Patrie de verser des « dommages-intérêts envers le rédacteur, à raison du préjudice que sa révocation lui ferait éprouver »[4].
- 21 février : publication du Dictionnaire de la langue française par Émile Littré[2].
- 24 février : prise de Gò Công. L’insurrection en Cochinchine est réprimée par la France[5].

- 16 mars, expédition du Mexique : les troupes françaises mettent le siège devant la ville mexicaine de Puebla[6].

- 22 avril : sénatus-consulte relatifs à la constitution de la propriété en Algérie ; « la France reconnaît aux tribus arabes la propriété des territoires dont elles ont la jouissance permanente et traditionnelle. »[7]
- 30 avril : bataille de Camerone, fait d’armes de la Légion étrangère française[8].

- 15 mai : ouverture du salon des refusés, dans le palais de l'Industrie, à la demande de l'empereur, en marge du Salon officiel. Le Déjeuner sur l'herbe de Manet, y fait scandale[9].

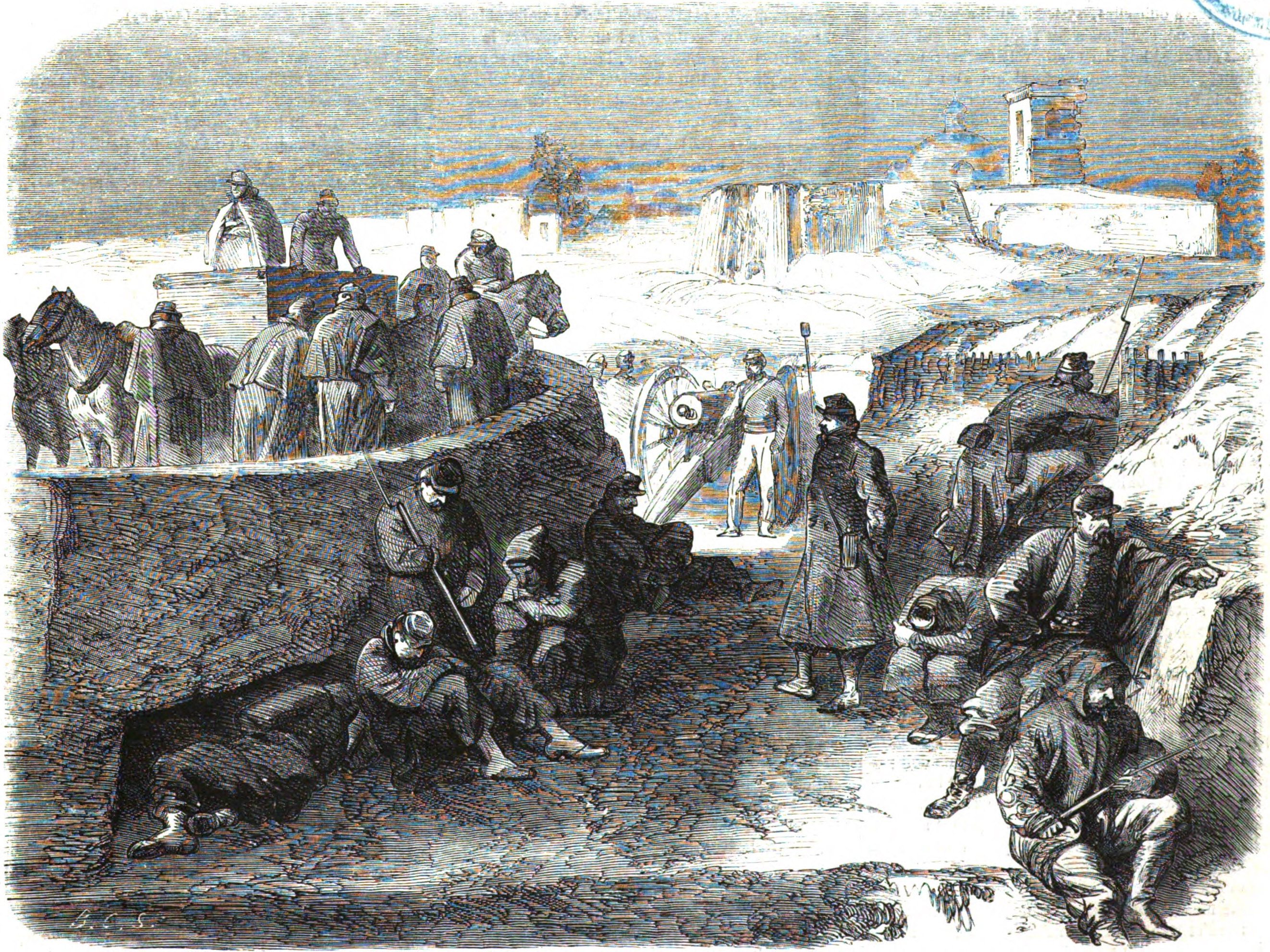
Expédition du Mexique. — Tranchée et batterie devant le pénitencier, a Puebla. — D'après un croquis de M. V. Pierson. L'Illustration du 6 juin 1863.

- 17 mai : les forces mexicaines à Puebla se rendent aux troupes françaises[10].
- 23 mai : loi sur les sociétés à responsabilité limitée[11].
- 31 mai et 1er juin : aux élections législatives, « victoire » relative de l’opposition (deux millions de voix contre 5,3 millions pour le gouvernement)[12]. 17 républicains (dont Émile Ollivier) sont élus à la Chambre. Adolphe Thiers est élu à Paris. Échec un peu partout des orléanistes. Quinze monarchistes élus[13]. Quinze élus indépendants. 27 % d’abstentions.

- 7 juin : les troupes françaises, commandées par les généraux Forey et Bazaine entrent dans Mexico et l’occupent[10].
- 23 juin : remaniement ministériel ; Adolphe Billault succède à Walewski comme ministre d'État, chargé de représenter le gouvernement devant les Chambres. Paul Boudet ministre de l’Intérieur, Victor Duruy ministre de l’Instruction publique[14].

- 2 juillet : le général Forey est nommé maréchal de France. Il est rappelé en France le 16 juillet pour prendre le commandement du 2e corps d’armée de Lille le 24 décembre[15].
- 6 juillet : fondation du Crédit lyonnais par Henri Germain[16].
- 16 juillet : le général Bazaine est nommé commandant en chef du corps expéditionnaire au Mexique, en remplacement du général Forey[17].

- 11 août : le roi du Cambodge, Norodom Ier, chassé de son pays en 1861, signe avec le lieutenant Ernest Doudart de Lagrée le traité de protectorat du Cambodge par lequel la France établit désormais un protectorat au Cambodge ; il est ratifié le 14 avril 1864[18]. L’année suivante, le roi transfère la capitale à Phnom Penh. Afin d’obtenir la renonciation du Siam à ses droits sur le Cambodge, la France lui abandonne les provinces de Battambang et de Siem Reap (récupérées en 1907).
- 19 août : convention commerciale franco-marocaine dite convention Béclard. La frontière algérienne est ouverte au commerce marocain (1865-1867)[19].
- 2 septembre : décret qui autorise la création sur le territoire de la Nouvelle-Calédonie d'établissements pour l'exécution de la peine des travaux forcés[20].
- 13 septembre : arrivée à Paris des ambassadeurs d’Annam. Reçus aux Tuileries le 5 novembre, ils échouent à récupérer les provinces concédées à la France en 1862 (Cochinchine)[21].

- 18 octobre : remaniement ministériel ; Eugène Rouher est nommé ministre d'État à la mort de Billault ; il devient le personnage le plus puissant de l'Empire, considéré comme un véritable « vice-empereur »[22].

- Première apparition en France à Pujaut dans le Gard du phylloxéra, ravageur de la vigne importé d’Amérique[23].